# 苗栗縣城市規劃館
苗栗縣城市規劃館，為苗栗縣政府成立的縣立博物館，成立於2014年，隸屬於苗栗縣政府文化觀光局。
該建物本為苗栗縣議會舊廈，苗栗縣議會遷移以後，將遺留下的建築進行再利用。2021年2月變更為苗栗縣青年創業指揮部 ，改隸於苗栗縣政府勞工及青年發展處。

## 外部連結
- 苗栗青年創業工作坊 （页面存档备份，存于）
- 苗栗青年創業工作坊的Facebook專頁
- 苗栗好青年-勞工及青年服務讚的Facebook專頁
- YouTube上的苗栗好青年頻道